# Molina (Faggeto Lario)
Molina è una frazione del comune comasco di Faggeto Lario posta poco più a valle ad ovest del centro abitato.

## Storia
La località era un piccolo villaggio agricolo di antica origine della Pieve di Nesso.

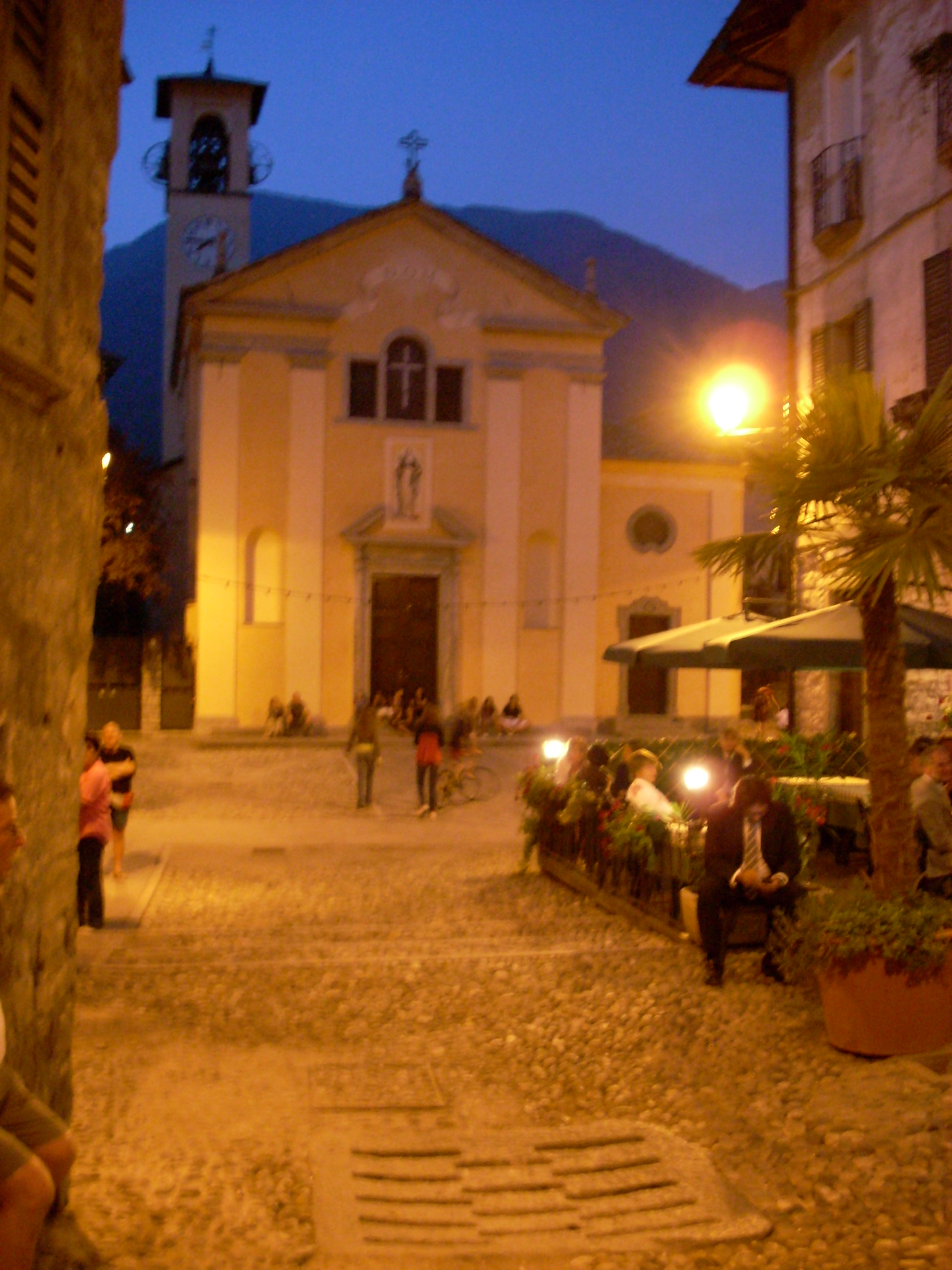
Piazza Sant'Antonio

Molina fu annessa a Torno su ordine di Napoleone, ma gli austriaci annullarono la decisione al loro ritorno nel 1815 con il Regno Lombardo-Veneto.
Dopo l'unità d'Italia, il paese non diede segni di crescita demografica. Fu il fascismo a decidere la soppressione del comune unendolo a Lemna.

## Monumenti e luoghi d'interesse
La vecchia chiesa parrocchiale di Santa Margherita, rielaborata nel corso del Cinquecento, è dotata di un campanile medievale in stile romanico (risale infatti al tardo XI secolo). Da un punto di vista architettonico, la torre campanaria ha molti elementi in comune con quella della chiesa dei Santi Cosma e Damiano a Rezzago. Una delle pareti esterne  della chiesa riporta un affresco del Duecento raffigurante l'Ultima cena.
Elementi riconducibili all'architettura romanica si trovano anche nella parte inferiore del campanile della chiesa di Sant’Antonio Abate. Quest'ultima chiesa, che attualmente serve da parrocchiale, deve il proprio aspetto a radicali interventi architettonici avvenuti nel XVIII secolo.